# Bridgeoporus nobilissimus
Bridgeoporus nobilissimus är en svampart som först beskrevs av W.B. Cooke, och fick sitt nu gällande namn av T.J. Volk, Burds. & Ammirati 1996. Bridgeoporus nobilissimus ingår i släktet Bridgeoporus, klassen Agaricomycetes, divisionen basidiesvampar och riket svampar.   Inga underarter finns listade i Catalogue of Life.